# Simone Inzaghi
Simone Inzaghi (Piacenza, 5 aprile 1976) è un allenatore di calcio ed ex calciatore italiano, di ruolo attaccante, tecnico dell'Al-Hilal.
Cresciuto nel settore giovanile del Piacenza, ha legato il suo nome alla Lazio, club con il quale ha trascorso gran parte della sua carriera da calciatore e con cui ha ottenuto i maggiori successi, vincendo un campionato italiano (1999-2000), tre Coppe Italia (1999-2000, 2003-2004 e 2008-2009), due Supercoppe italiane (2000 e 2009) e una Supercoppa UEFA (1999). Con 20 gol realizzati, figura al secondo posto nella classifica dei migliori marcatori biancocelesti nelle coppe europee, dietro a Ciro Immobile. Ha inoltre conquistato due campionati di Serie C2, uno con il Novara (1995-1996) e uno con il Lumezzane (1996-1997). 
Nella Lazio ha iniziato anche la carriera da allenatore, divenendone il tecnico con più apparizioni. In cinque anni ha conquistato una Coppa Italia (2018-2019) e due Supercoppe italiane (2017 e 2019), diventando l'unico biancoceleste ad aver vinto entrambi i trofei nazionali sia da calciatore che da tecnico. Nel 2021, si è trasferito all'Inter, con cui ha vinto un campionato italiano (2023-2024), due Coppe Italia (2021-2022 e 2022-2023) e tre Supercoppe italiane (2021, 2022 e 2023), oltre ad aver raggiunto due finali di UEFA Champions League (2022-2023 e 2024-2025); con sei trofei conquistati, è il terzo allenatore più vincente della storia dell'Inter, dietro solo a Helenio Herrera e Roberto Mancini, entrambi vincitori di sette trofei.
A livello individuale è stato eletto miglior allenatore della Serie A, miglior allenatore AIC e Panchina d'oro per la stagione 2023-2024, oltre ad essersi aggiudicato il Premio Nazionale Enzo Bearzot nel 2024.

## Biografia
Nato a Piacenza e fratello minore di Filippo (con cui ha condiviso una presenza in nazionale), ha tre figli: Tommaso, avuto dall'attrice e conduttrice televisiva Alessia Marcuzzi, con la quale il rapporto è terminato nel 2004; Lorenzo e Andrea, quest'ultimi avuti dall'unione con Gaia Lucariello, sposata nel 2018.

## Caratteristiche tecniche

### Allenatore
È noto per schierare un 3-5-2 con terzini a cui piace farsi avanti e unirsi al gioco offensivo. Nella sua formazione tipo, i due attaccanti centrali sono supportati da un trequartista che siede proprio davanti agli altri due giocatori a centrocampo. È un sistema tatticamente fluido che appare come un 5-3-2 fuori possesso mentre i terzini tornano in difesa. Inoltre è anche noto per la sua versatilità nel modo in cui prepara la sua squadra a difendere. Durante la sua permanenza alla Lazio, ha implementato sia un pressing alto che un centrocampo compatto al fine di riconquistare la palla quando gli avversari ne erano in possesso.

## Carriera

### Giocatore

#### Club

##### Piacenza e vari prestiti

Simone Inzaghi (a sinistra) al nel 1998, in posa con il fratello Filippo della

Cresciuto nelle giovanili della squadra della sua città, il Piacenza, a 18 anni viene mandato in prestito al Carpi in Serie C1 dove trova poco spazio (9 presenze senza gol). Nei due anni successivi il Piacenza lo manda ancora a farsi le ossa in giro per l'Italia: nella stagione 1995-1996 è in Serie C2 al Novara, con cui riesce a giocare con continuità segnando anche 4 gol. Nel 1996-1997 figura nella rosa del Lumezzane, sempre in Serie C2, con cui colleziona 23 presenze e 6 gol.
La stagione successiva (1997-1998) viene prestato in Serie C1 al Brescello dove, giocando per la prima volta con continuità, riesce a emergere (21 presenze, 10 gol) guadagnandosi così nell'estate 1998 il ritorno al Piacenza, che gli offre un'opportunità in Serie A facendone il terminale del gioco offensivo. Inzaghi va subito in gol alla prima giornata di campionato contro la Lazio e chiude la stagione con 15 gol realizzati in 30 presenze.

##### Lazio e ultime esperienze
Nell'estate 1999, a 23 anni, passa alla Lazio. In maglia biancoceleste contende inizialmente il posto da titolare al bomber cileno Marcelo Salas e conquista subito la Supercoppa UEFA nella finale vinta per 1-0 contro il Manchester United. Il centravanti piacentino si dimostra un'importante aggiunta in campionato e Champions League, dove sfodera prestazioni di alto livello. Oltre alla doppietta contro il Maribor, si mette in evidenza per la quaterna all'Olympique Marsiglia nella partita del 14 marzo 2000 (vinta 5-1 dalla sua squadra). Il 14 maggio apre invece, su rigore, le marcature nel 3-0 contro la Reggina che assegna ai laziali lo Scudetto. Nel corso dell'anno solare vince anche la Coppa Italia e la Supercoppa italiana, entrambe ai danni dell'Inter, arricchendo ulteriormente il suo palmarès.

Simone Inzaghi in azione alla nel campionato 1999-2000

Scivolato ai margini della squadra nelle stagioni successive, non perde comunque la sua abilità realizzativa. Vinta la Coppa Italia nel 2004, il 25 novembre segna contro il Partizan in Coppa UEFA il gol del definitivo 2-2, divenendo il miglior marcatore del club nelle coppe continentali con 20 reti.
Rientrando sempre meno nei piani della società, viene ceduto in prestito alla Sampdoria (nel primo semestre del 2005) e all'Atalanta (per la stagione 2007-08). Tornato a Roma, il 4 ottobre 2008 ritrova (contro il Lecce) il gol che in Serie A gli mancava dal 18 settembre 2004 e che regala il pareggio per 1-1 ai capitolini: questa sarà anche la sua ultima marcatura in campionato.
Lascia il calcio giocato al termine della stagione 2009-10, a 34 anni, dopo aver vinto nuovamente la Coppa Italia e la Supercoppa italiana nella stagione 2008-9. L'ultima presenza in maglia biancoceleste è in trasferta contro l'Atalanta, nella sconfitta del 17 gennaio 2010 (3-0).

#### Nazionale
Inzaghi giocò tre volte per la nazionale italiana. La sua prima apparizione arrivò sotto la guida di Dino Zoff il 29 marzo 2000, nella sconfitta esterna per 0-2 contro la Spagna a Barcellona. Entrò in campo al 60' per sostituire Stefano Fiore, formando la coppia d'attacco con il fratello maggiore Filippo; fece poi altre due presenze in nazionale con Giovanni Trapattoni, nella vittoria per 1-0 sull'Inghilterra a Torino il 15 novembre dello stesso anno e in un'altra vittoria per 1-0 contro la Romania ad Ancona, il 16 novembre 2003.

### Allenatore

#### Lazio

##### Giovanili
Il 22 maggio 2010 annuncia la risoluzione, con un anno di anticipo, del suo contratto con la Lazio, rimanendo comunque nell'ambiente biancoceleste, stavolta in veste di allenatore degli Allievi Regionali, con i quali vincerà a fine stagione la Coppa regionale. Per la stagione successiva viene promosso sulla panchina degli Allievi Nazionali biancocelesti.
Promosso alla guida della Primavera nel gennaio 2014, subentrando ad Alberto Bollini, vince la Coppa Italia di categoria contro la Fiorentina. I romani non vincevano il trofeo da 35 anni. Nello stesso anno si aggiudica la Supercoppa contro il Chievo. La stagione 2014-15 lo vede bissare il successo in coppa (trionfando nel derby capitolino) e perdere il Campionato ai tiri di rigore nella finale contro il Torino, avversario che batte la Lazio anche nella Supercoppa (questa volta ai supplementari).

##### Prima squadra

###### 2016-2018
Il 3 aprile 2016, in seguito all'esonero di Stefano Pioli, il presidente laziale Claudio Lotito opta per la nomina del tecnico piacentino quale allenatore della prima squadra; esordisce ufficialmente una settimana dopo, nella vittoria esterna per 3-0 contro il Palermo. Nelle successive sei gare a disposizione colleziona nove punti (tre vittorie e altrettante sconfitte), i quali conducono la squadra all'ottavo posto, a sette punti dalla sesta posizione, valida per la qualificazione alla successiva UEFA Europa League.
Il 1º marzo 2017, durante la stagione successiva, guida la squadra biancoceleste a vincere il Derby contro la Roma, dopo quasi quattro anni dall'ultimo, in occasione della semifinale d'andata di Coppa Italia dove si impone per 2-0. Il 30 aprile successivo la Lazio torna a trionfare nella stracittadina anche in campionato poiché i biancocelesti si impongono, per 1-3, sui giallorossi tornando a vincere tale gara in Serie A dopo quattro anni e cinque mesi. Il 17 maggio 2017 perde la finale di Coppa Italia contro la Juventus per 2-0. A fine stagione, oltre ad aver disputato la finale di Coppa Italia, insieme ai suoi conquista il quinto posto valido per partecipare alla prossima Europa League.

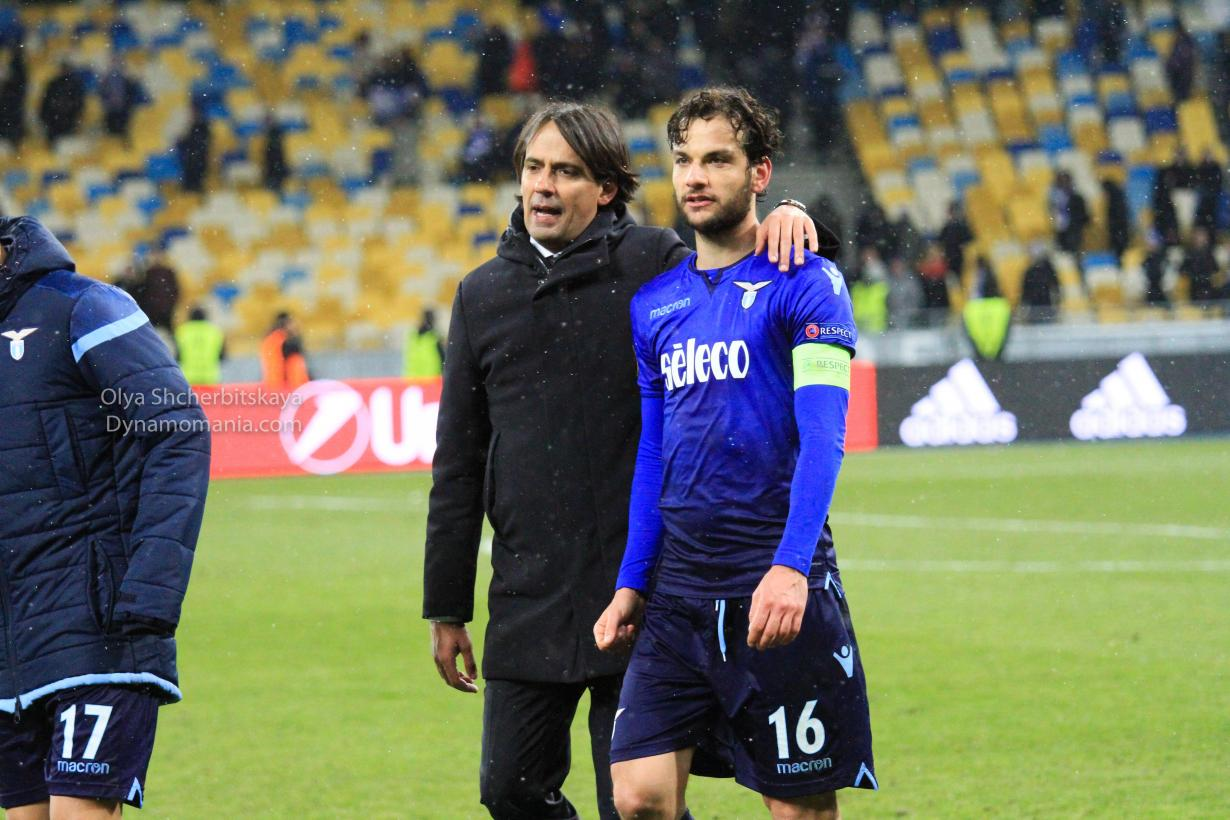
Inzaghi (a sinistra) alla guida della Lazio nel 2018, mentre abbraccia il suo giocatore Marco Parolo al termine della partita di Europa League contro la

La terza stagione sulla panchina biancoceleste si apre con la vittoria del suo primo titolo da allenatore: la Lazio, nella partita valida per l'assegnazione della Supercoppa italiana, supera i campioni d'Italia della Juventus con il risultato di 3-2. Tale risultato lo porta a essere l'unico, nella storia del club romano, ad avere vinto il trofeo sia sul campo sia in panchina. Il 14 settembre 2017 fa il suo esordio anche in Europa League, battendo gli olandesi del Vitesse per 2-3. Il 18 aprile 2018, in occasione della trasferta vinta, per 3-4, contro la Fiorentina, siede per la centesima volta sulla panchina della Lazio. Conclude la stagione al quinto posto, mancando in extremis la qualificazione alla Champions League: all'ultima giornata di campionato, con Lazio e Inter rispettivamente in quarta e quinta posizione con tre punti di differenza, i biancocelesti ospitano in casa proprio i nerazzurri, che si impongono per 2-3 e, in virtù degli scontri diretti, scavalcano il club romano, che deve accontentarsi dell'accesso all'Europa League.

###### 2018-2021
Nella stagione 2018-2019, nonostante un rendimento non eccelso della squadra in campionato e nonostante la delusione in Europa League (la Lazio esce infatti ai sedicesimi di finale contro il Siviglia), Inzaghi riesce a guidare il team capitolino fino alla finale di Coppa Italia, trionfando quindi per 2-0 sull'Atalanta e conquistando di fatto il suo secondo trofeo nell'esperienza sulla panchina biancoceleste.
Nell'annata 2019-2020 la Lazio esce ai gironi di Europa League ma il 22 dicembre vince di nuovo la Supercoppa italiana contro la Juventus per 3-1, la seconda per Inzaghi da allenatore. L'11 gennaio 2020, battendo per 1-0 il Napoli raggiunge la decima vittoria consecutiva in Serie A, cosa mai avvenuta prima nei 120 anni di storia della società capitolina; sette giorni dopo batte il record vincendo 5-1 contro la Sampdoria. La gara successiva la striscia si interrompe a causa di un pareggio per 1-1 nel derby. Il 24 giugno 2020, a causa della sconfitta sul campo dell'Atalanta per 3-2, termina l'imbattibilità in campionato dopo 21 giornate, realizzando la striscia più lunga di imbattibilità della storia del club; il precedente record era di 17 turni senza sconfitte e apparteneva a Sven-Göran Eriksson, nella stagione 1998-1999. Il 29 luglio 2020, sedendo in panchina contro il Brescia, raggiunge Dino Zoff come allenatore più presente nella storia del club biancoceleste con 202 partite ufficiali, superandolo definitivamente il successivo 1º agosto in occasione dell'ultima gara stagionale contro il Napoli. A fine campionato la squadra si piazza al quarto posto, tornando in Champions League dopo 13 anni di assenza.
La stagione 2020-2021, oltre a segnare il ritorno dei capitolini in Champions League, è anche quella dell'esordio per Inzaghi come allenatore nella massima competizione europea per club: il 20 ottobre 2020 infatti la Lazio gioca e vince per 3 reti a 1 contro i tedeschi del Borussia Dortmund nella prima partita del girone. I biancocelesti terminano il girone al secondo posto da imbattuti, alle spalle proprio dei tedeschi, qualificandosi così agli ottavi di finale, obiettivo che mancava da 20 anni. La prima partita in casa dell'anno nuovo termina, contro la Fiorentina, 2-1. Il 15 gennaio 2021 si gioca il derby Lazio-Roma, dove i biancocelesti riescono a vincere con un netto 3-0, concedendo l'unico tiro in porta alla formazione avversaria all' 85'. Il 21 gennaio successivo riescono ad accedere ai quarti di finale di Coppa Italia, battendo 2-1 il Parma, ma verranno eliminati di seguito dall'Atalanta con il risultato di 3-2. Tra la 16ª giornata e la 21ª giornata, le Aquile riescono a collezionare 6 vittorie di fila, contro Fiorentina, Parma, Roma, Sassuolo, Atalanta e Cagliari, terminando poi il campionato al sesto posto a 10 punti dalla zona Champions. A fine stagione, dopo cinque anni sulla panchina della Lazio, sceglie di non rinnovare il contratto in scadenza con il club biancoceleste.

#### Inter

##### 2021-2023
Il 3 giugno 2021 viene annunciato come nuovo tecnico dell'Inter, con un accordo biennale. Esordisce sulla panchina nerazzurra il 21 agosto successivo, nella vittoria per 4-0 contro il Genoa al debutto in campionato. Il 15 settembre fa il debutto con l'Inter nelle coppe europee, perdendo contro il Real Madrid in Champions League (0-1), mentre ottiene la prima vittoria europea con i meneghini il 19 ottobre contro lo Sheriff Tiraspol (3-1). Il 24 novembre, grazie alla vittoria interna contro lo Šachtar, conduce l'Inter alla qualificazione agli ottavi di finale di Champions League a dieci anni di distanza dalla volta precedente. In campionato, dopo un inizio contrassegnato da risultati altalenanti, che allontanano i nerazzurri dalla vetta della classifica, occupata a pari merito da Napoli e Milan, la squadra infila una serie di undici partite senza perdere (con nove vittorie e due pareggi). I meneghini chiudono il girone d'andata in testa alla graduatoria, conquistando il titolo di campioni d'inverno dopo dodici anni, e stabiliscono i primati societari di punti e reti realizzate in un anno solare. All'inizio del 2022, il 12 gennaio, Inzaghi vince il primo trofeo con l'Inter, la Supercoppa italiana, guidando i nerazzurri alla vittoria contro la Juventus per 2-1 dopo i tempi supplementari; per Inzaghi si tratta della terza affermazione personale nella competizione, dopo i due successi con la Lazio. In campionato, la sconfitta contro il Milan nel mese di febbraio apre un periodo negativo, a cui si aggiunge l'eliminazione negli ottavi di Champions League per mano del Liverpool (nonostante il successo nella gara di ritorno sul campo degli inglesi). Una volta persa la vetta della classifica a vantaggio dei rivali cittadini, i nerazzurri non riescono più a riconquistarla e, nonostante un'ultima parte di stagione in crescendo, devono accontentarsi del secondo posto finale. A fare da contraltare alla delusione in campionato, l'11 maggio arriva il successo in Coppa Italia, sempre contro i bianconeri per 4-2 dopo i tempi supplementari; per il tecnico piacentino è la seconda Coppa nazionale a livello personale e la prima alla guida dei nerazzurri.

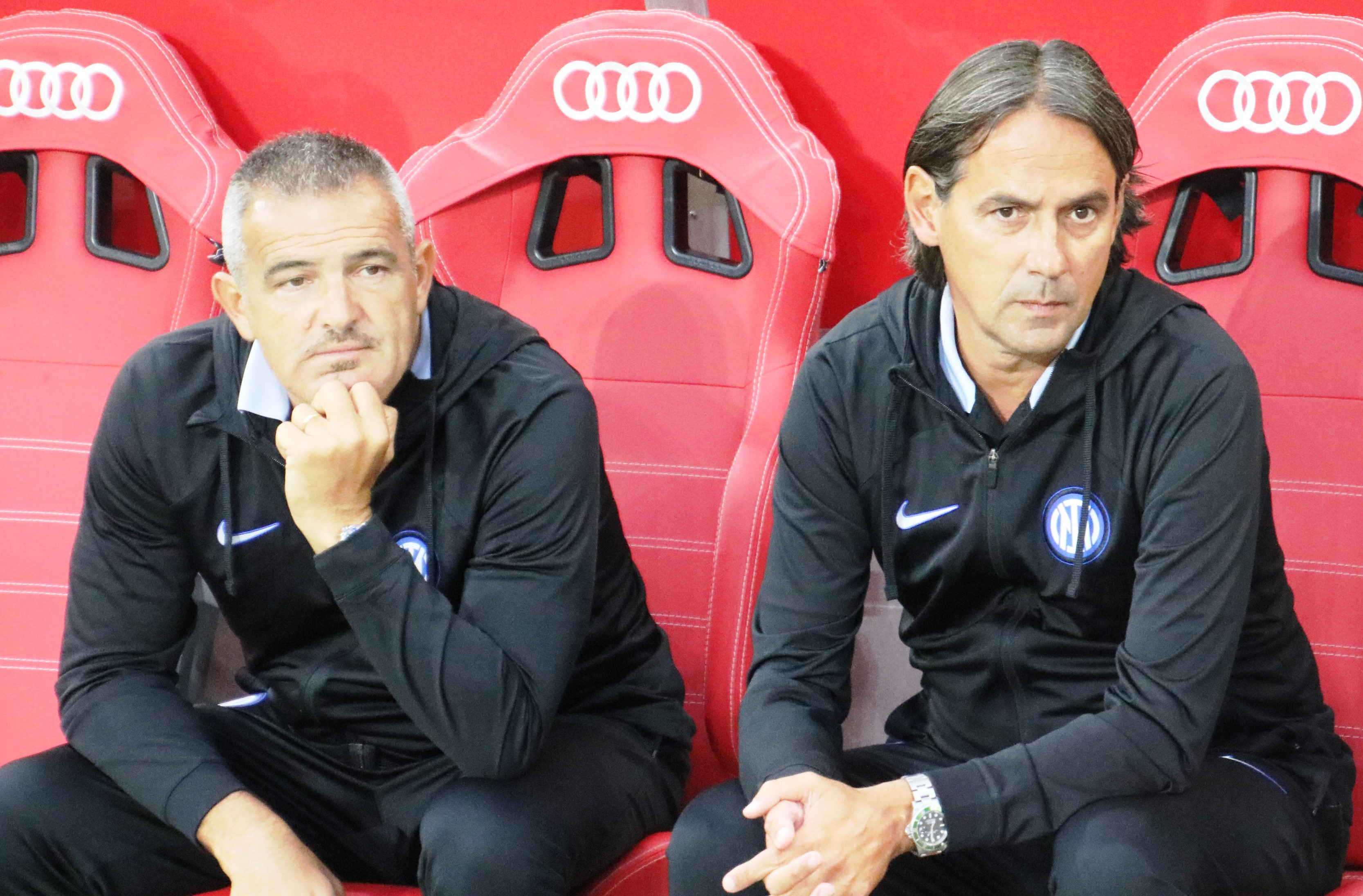
Inzaghi (a destra) sulla panchina dell'Inter nel 2023, con il suo vice Massimiliano Farris, per un'amichevole contro il

L'inizio del campionato successivo è contrassegnato da risultati altalenanti, mentre in Champions League Inzaghi ottiene la qualificazione agli ottavi di finale per il secondo anno consecutivo, superando il Viktoria Plzeň nella penultima giornata e garantendosi il secondo posto nel gruppo davanti al Barcellona. 13 novembre 2022, con il successo sull'Atalanta per 3-2 prima della sosta per il campionato mondiale, tocca quota 143 vittorie in campionato, risultando essere l'allenatore più vincente nelle prime 250 partite in Serie A nei precedenti 35 anni. Il 18 gennaio 2023 guida l'Inter alla vittoria nella Supercoppa italiana, battendo il Milan per 3-0: per Inzaghi si tratta del secondo successo nella competizione con l'Inter, peraltro consecutivo, e del quarto personale dopo i due con la Lazio, che gli consente di eguagliare Marcello Lippi e Fabio Capello come tecnici più vincenti nella storia della Supercoppa italiana. Se in campionato la squadra non riesce a confermarsi competitiva per la vittoria finale come nell'annata precedente, raccogliendo addirittura dodici sconfitte, in Champions League supera il Porto agli ottavi di finale e il Benfica ai quarti, approdando alle semifinali della competizione a tredici anni di distanza dalla volta precedente. Il 30 aprile, battendo la Lazio (3-1), raggiunge i 500 punti da allenatore in Serie A, impiegandoci 267 partite: meglio di lui, nell'era dei tre punti a vittoria, avevano fatto solamente Maurizio Sarri e Carlo Ancelotti, che avevano raggiunto la stessa soglia rispettivamente in 255 e 256 gare. Il 3 maggio, invece, raggiunge le 100 panchine con l'Inter nella vittoria esterna contro il Verona (6-0). Nelle semifinali di Champions League i nerazzurri eliminano i concittadini del Milan e si qualificano per la finale per la prima volta da quella del 2010; per Inzaghi si tratta della prima finale europea in carriera, diventando inoltre il dodicesimo allenatore italiano a disputare la finale della massima competizione continentale. Certificata la qualificazione all'edizione successiva col terzo posto in campionato, nell'atto conclusivo della Champions League, disputato allo stadio olimpico Atatürk di Istanbul, l'Inter perde per 1-0 contro il Manchester City. Più felice l'esito del cammino in Coppa Italia, che Inzaghi vince per la terza volta in carriera, la seconda consecutiva con i nerazzurri, grazie al risultato di 2-1 maturato allo Stadio Olimpico contro la Fiorentina.

##### 2023-2025
All'alba della terza stagione sulla panchina dell'Inter, Inzaghi ottiene un successo per 5-1 nel derby di campionato contro il Milan, che gli permette di diventare il primo tecnico interista a vincere cinque stracittadine consecutive considerando tutte le competizioni. I nerazzurri evidenziano un ottimo rendimento nella prima parte di stagione: in Champions League la squadra si qualifica agli ottavi di finale con due turni d'anticipo, come non le accadeva da diciannove anni, chiudendo poi al secondo posto nel proprio raggruppamento. In campionato, invece, i nerazzurri terminano il girone d'andata in testa alla classifica, vincendo il titolo di campioni d'inverno, a due anni di distanza dalla volta precedente. All'inizio del 2024, Inzaghi guida la squadra in Supercoppa italiana, nel rinnovato formato a quattro squadre: dopo aver superato la Lazio nella semifinale, il 22 gennaio l'Inter batte il Napoli per 1-0 nella finale disputata allo stadio dell'Università Re Sa'ud di Riad e si aggiudica il trofeo per l'ottava volta nella sua storia, nonché la terza consecutiva. Inzaghi ottiene il quinto successo personale nella manifestazione, diventandone l'allenatore più titolato in assoluto e agganciando José Mourinho al terzo posto tra i tecnici interisti con più trofei, a quota cinque. Il 16 febbraio, nella vittoria per 4-0 contro la Salernitana, raggiunge le 100 panchine in Serie A con l'Inter. Il 4 marzo, nel successo per 2-1 contro il Genoa, raggiunge le 300 presenze da allenatore in Serie A e diventa il tecnico con il maggior numero di vittorie (179) nelle prime 300 panchine in massima serie, facendo meglio di Carlo Ancelotti (172) e Massimiliano Allegri (171). Eliminato in Champions League per mano dell'Atlético Madrid negli ottavi di finale, il 1º aprile 2024 celebra la vittoria numero 100 sulla panchina dell'Inter, nel successo per 2-0 contro l'Empoli in campionato. Il 22 aprile successivo, in virtù del successo per 2-1 sul Milan, conquista il suo primo campionato italiano, che coincide con il ventesimo nella storia interista e con la conquista della seconda stella.
Il 12 luglio 2024, Inzaghi rinnova il proprio contratto con il club nerazzurro fino al 30 giugno 2026. Nel mese di gennaio, per la quarta volta consecutiva e da vincitrice in carica, guida la Beneamata nella Supercoppa italiana: superata la semifinale con una vittoria per 2-0 contro l'Atalanta, i nerazzurri mancano di replicare i precedenti tre successi di fila, cedendo in rimonta ai concittadini del Milan (incassando la seconda sconfitta stagionale nel derby). Il 26 gennaio 2025, con la vittoria sul Lecce per 4-0, ottiene le 200 vittorie in Serie A in 332 partite, diventando l'allenatore più veloce a tagliare tale traguardo, facendo meglio di Massimiliano Allegri (200 in 338 gare). L'11 marzo successivo, con il successo dell'Inter sul Feyenoord (2-1), che vale il passaggio ai quarti di finale di Champions League, raggiunge il traguardo delle 200 panchine con il club nerazzurro tra tutte le competizioni. Dopo aver pareggiato la gara di andata e perso nettamente la sfida di ritorno contro il Milan in semifinale, deve dire addio anche alla Coppa Italia. Il 30 aprile taglia il traguardo delle 50 panchine in UEFA Champions League, diventando il settimo allenatore italiano a raggiungere questo risultato, nella semifinale d'andata con il Barcellona terminata per 3-3. Il 6 maggio, superando i catalani per 4-3 dopo i tempi supplementari, si guadagna l'accesso alla finale a due anni di distanza dalla precedente, diventando il secondo tecnico interista a farlo nella massima competizione continentale dopo Helenio Herrera. L'11 maggio, con la vittoria contro il Torino, tocca quota 100 successi in Serie A con l'Inter (in 150 incontri), dopo i 108 ottenuti con la Lazio; solo Nils Liedholm era riuscito a vincere almeno 100 partite con due squadre diverse. Nel frattempo in campionato guida i nerazzurri in un testa a testa con il Napoli, con il trionfo finale dei partenopei per la quarta volta nella loro storia. Il 31 maggio perde la finale di Champions League ai danni del Paris Saint-Germain; i francesi si aggiudicano il trofeo imponendosi per 5-0. Il 3 giugno seguente risolve di comune accordo il proprio contratto con i nerazzurri, lasciando con un palmarès composto da un campionato italiano, due Coppe Italia e tre Supercoppe italiane.

#### Al-Hilal
Il 4 giugno 2025, Inzaghi firma ufficialmente un contratto biennale con l'Al-Hilal, club della massima serie saudita. Il 18 giugno successivo fa il suo esordio ufficiale con un pareggio per 1-1 contro il Real Madrid, nella partita di esordio per i sauditi alla Coppa del mondo per club.

## Statistiche

### Presenze e reti nei club
| Stagione        | Club            | Campionato      | Campionato | Campionato | Coppe nazionali | Coppe nazionali | Coppe nazionali | Coppe continentali | Coppe continentali | Coppe continentali | Altre coppe | Altre coppe | Altre coppe | Totale | Totale |
| Stagione        | Club            | Comp            | Pres       | Reti       | Comp            | Pres            | Reti            | Comp               | Pres               | Reti               | Comp        | Pres        | Reti        | Pres   | Reti   |
| --------------- | --------------- | --------------- | ---------- | ---------- | --------------- | --------------- | --------------- | ------------------ | ------------------ | ------------------ | ----------- | ----------- | ----------- | ------ | ------ |
| 1994-1995       | Carpi           | C1              | 9          | 0          | CI-C            | 6               | 3               | -                  | -                  | -                  | -           | -           | -           | 15     | 3      |
| 1995-1996       | Novara          | C2              | 23         | 4          | CI-C            | 7               | 1               | -                  | -                  | -                  | -           | -           | -           | 30     | 5      |
| 1996-1997       | Lumezzane       | C2              | 23         | 6          | CI-C            | 3               | 0               | -                  | -                  | -                  | -           | -           | -           | 26     | 6      |
| ago.-ott. 1997  | Piacenza        | A               | 0          | 0          | CI              | 1               | 0               | -                  | -                  | -                  | -           | -           | -           | 1      | 0      |
| 1997-1998       | Brescello       | C1              | 21         | 10         | CI+CI-C         | 0+2             | 0               | -                  | -                  | -                  | -           | -           | -           | 23     | 10     |
| 1998-1999       | Piacenza        | A               | 30         | 15         | CI              | 0               | 0               | -                  | -                  | -                  | -           | -           | -           | 30     | 15     |
| Totale Piacenza | Totale Piacenza | Totale Piacenza | 30         | 15         |                 | 1               | 0               |                    | -                  | -                  |             | -           | -           | 31     | 15     |
| 1999-2000       | Lazio           | A               | 22         | 7          | CI              | 6               | 3               | UCL                | 11                 | 9                  | SU          | 1           | 0           | 40     | 19     |
| 2000-2001       | Lazio           | A               | 13         | 4          | CI              | 1               | 0               | UCL                | 9                  | 3                  | SI          | 0           | 0           | 23     | 7      |
| 2001-2002       | Lazio           | A               | 20         | 5          | CI              | 2               | 1               | UCL                | 6                  | 0                  | -           | -           | -           | 28     | 6      |
| 2002-2003       | Lazio           | A               | 18         | 4          | CI              | 3               | 1               | CU                 | 8                  | 4                  | -           | -           | -           | 29     | 9      |
| 2003-2004       | Lazio           | A               | 24         | 6          | CI              | 4               | 1               | UCL                | 5                  | 3                  | -           | -           | -           | 33     | 10     |
| 2004-gen. 2005  | Lazio           | A               | 12         | 1          | CI              | 1               | 0               | CU                 | 3                  | 1                  | SI          | 0           | 0           | 16     | 2      |
| gen.-giu. 2005  | Sampdoria       | A               | 5          | 0          | CI              | 2               | 0               | -                  | -                  | -                  | -           | -           | -           | 7      | 0      |
| 2005-2006       | Lazio           | A               | 7          | 0          | CI              | 2               | 1               | Int                | 0                  | 0                  | -           | -           | -           | 9      | 1      |
| 2006-2007       | Lazio           | A               | 5          | 0          | CI              | 0               | 0               | -                  | -                  | -                  | -           | -           | -           | 5      | 0      |
| 2007-2008       | Atalanta        | A               | 19         | 0          | CI              | 0               | 0               | -                  | -                  | -                  | -           | -           | -           | 19     | 0      |
| 2008-2009       | Lazio           | A               | 9          | 1          | CI              | 1               | 0               | -                  | -                  | -                  |             | -           | -           | 10     | 1      |
| 2009-2010       | Lazio           | A               | 3          | 0          | CI              | 0               | 0               | UEL                | 0                  | 0                  | SI          | 0           | 0           | 3      | 0      |
| Totale Lazio    | Totale Lazio    | Totale Lazio    | 133        | 28         |                 | 20              | 7               |                    | 42                 | 20                 |             | 1           | 0           | 196    | 55     |
| Totale carriera | Totale carriera | Totale carriera | 263        | 63         |                 | 41              | 11              |                    | 42                 | 20                 |             | 1           | 0           | 347    | 94     |

### Cronologia presenze e reti in nazionale
| Cronologia completa delle presenze e delle reti in nazionale ― Italia | Cronologia completa delle presenze e delle reti in nazionale ― Italia | Cronologia completa delle presenze e delle reti in nazionale ― Italia | Cronologia completa delle presenze e delle reti in nazionale ― Italia | Cronologia completa delle presenze e delle reti in nazionale ― Italia | Cronologia completa delle presenze e delle reti in nazionale ― Italia | Cronologia completa delle presenze e delle reti in nazionale ― Italia | Cronologia completa delle presenze e delle reti in nazionale ― Italia |
| Data                                                                  | Città                                                                 | In casa                                                               | Risultato                                                             | Ospiti                                                                | Competizione                                                          | Reti                                                                  | Note                                                                  |
| --------------------------------------------------------------------- | --------------------------------------------------------------------- | --------------------------------------------------------------------- | --------------------------------------------------------------------- | --------------------------------------------------------------------- | --------------------------------------------------------------------- | --------------------------------------------------------------------- | --------------------------------------------------------------------- |
| 29-3-2000                                                             | Barcellona                                                            | Spagna                                                                | 2 – 0                                                                 | Italia                                                                | Amichevole                                                            | -                                                                     | 60’                                                                   |
| 15-11-2000                                                            | Torino                                                                | Italia                                                                | 1 – 0                                                                 | Inghilterra                                                           | Amichevole                                                            | -                                                                     | 61’                                                                   |
| 16-11-2003                                                            | Ancona                                                                | Italia                                                                | 2 – 0                                                                 | Romania                                                               | Amichevole                                                            | -                                                                     | 55’                                                                   |
| Totale                                                                |                                                                       | Presenze                                                              | 3                                                                     |                                                                       | Reti                                                                  | 0                                                                     |                                                                       |

### Statistiche da allenatore
Statistiche aggiornate al 4 luglio 2025. In grassetto le competizioni vinte.
| Stagione        | Squadra         | Campionato      | Campionato | Campionato | Campionato | Campionato | Coppe nazionali | Coppe nazionali | Coppe nazionali | Coppe nazionali | Coppe nazionali | Coppe continentali | Coppe continentali | Coppe continentali | Coppe continentali | Coppe continentali | Altre coppe | Altre coppe | Altre coppe | Altre coppe | Altre coppe | Totale | Totale | Totale | Totale | % Vittorie | Piazzamento |
| Stagione        | Squadra         | Comp            | G          | V          | N          | P          | Comp            | G               | V               | N               | P               | Comp               | G                  | V                  | N                  | P                  | Comp        | G           | V           | N           | P           | G      | V      | N      | P      | %          | Piazzamento |
| --------------- | --------------- | --------------- | ---------- | ---------- | ---------- | ---------- | --------------- | --------------- | --------------- | --------------- | --------------- | ------------------ | ------------------ | ------------------ | ------------------ | ------------------ | ----------- | ----------- | ----------- | ----------- | ----------- | ------ | ------ | ------ | ------ | ---------- | ----------- |
| apr.-giu. 2016  | Lazio           | A               | 7          | 4          | 0          | 3          | CI              | -               | -               | -               | -               | UCL+UEL            | -                  | -                  | -                  | -                  | SI          | -           | -           | -           | -           | 7      | 4      | 0      | 3      | 57,14      | Sub. 8º     |
| 2016-2017       | Lazio           | A               | 38         | 21         | 7          | 10         | CI              | 5               | 3               | 0               | 2               | -                  | -                  | -                  | -                  | -                  | -           | -           | -           | -           | -           | 43     | 24     | 7      | 12     | 55,81      | 5º          |
| 2017-2018       | Lazio           | A               | 38         | 21         | 9          | 8          | CI              | 4               | 2               | 2               | 0               | UEL                | 12                 | 7                  | 2                  | 3                  | SI          | 1           | 1           | 0           | 0           | 55     | 31     | 13     | 11     | 56,36      | 5º          |
| 2018-2019       | Lazio           | A               | 38         | 17         | 8          | 13         | CI              | 5               | 3               | 2               | 0               | UEL                | 8                  | 3                  | 0                  | 5                  | -           | -           | -           | -           | -           | 51     | 23     | 10     | 18     | 45,10      | 8º          |
| 2019-2020       | Lazio           | A               | 38         | 24         | 6          | 8          | CI              | 2               | 1               | 0               | 1               | UEL                | 6                  | 2                  | 0                  | 4                  | SI          | 1           | 1           | 0           | 0           | 47     | 28     | 6      | 13     | 59,57      | 4º          |
| 2020-2021       | Lazio           | A               | 38         | 21         | 5          | 12         | CI              | 2               | 1               | 0               | 1               | UCL                | 8                  | 2                  | 4                  | 2                  | -           | -           | -           | -           | -           | 48     | 24     | 9      | 15     | 50,00      | 6º          |
| Totale Lazio    | Totale Lazio    | Totale Lazio    | 197        | 108        | 35         | 54         |                 | 18              | 10              | 4               | 4               |                    | 34                 | 14                 | 6                  | 14                 |             | 2           | 2           | 0           | 0           | 251    | 134    | 45     | 72     | 53,39      |             |
| 2021-2022       | Inter           | A               | 38         | 25         | 9          | 4          | CI              | 5               | 4               | 1               | 0               | UCL                | 8                  | 4                  | 1                  | 3                  | SI          | 1           | 1           | 0           | 0           | 52     | 34     | 11     | 7      | 65,38      | 2º          |
| 2022-2023       | Inter           | A               | 38         | 23         | 3          | 12         | CI              | 5               | 4               | 1               | 0               | UCL                | 13                 | 7                  | 3                  | 3                  | SI          | 1           | 1           | 0           | 0           | 57     | 35     | 7      | 15     | 61,40      | 3º          |
| 2023-2024       | Inter           | A               | 38         | 29         | 7          | 2          | CI              | 1               | 0               | 0               | 1               | UCL                | 8                  | 4                  | 3                  | 1                  | SI          | 2           | 2           | 0           | 0           | 49     | 35     | 10     | 4      | 71,43      | 1º          |
| 2024-giu. 2025  | Inter           | A               | 38         | 24         | 9          | 5          | CI              | 4               | 2               | 1               | 1               | UCL                | 15                 | 10                 | 3                  | 2                  | SI+Cmc      | 2+0         | 1+0         | 0+0         | 1+0         | 59     | 37     | 13     | 9      | 62,71      | 2º          |
| Totale Inter    | Totale Inter    | Totale Inter    | 152        | 101        | 28         | 23         |                 | 15              | 10              | 3               | 2               |                    | 44                 | 25                 | 10                 | 9                  |             | 6           | 5           | 0           | 1           | 217    | 141    | 41     | 35     | 64,98      |             |
| giu.-lug. 2025  | Al-Hilal        | SPL             | -          | -          | -          | -          | KC              | -               | -               | -               | -               | ACL                | -                  | -                  | -                  | -                  | SS+Cmc      | 0+5         | 0+2         | 0+2         | 0+1         | 5      | 2      | 2      | 1      | 40,00      | -           |
| 2025-2026       | Al-Hilal        | SPL             | 0          | 0          | 0          | 0          | KC              | 0               | 0               | 0               | 0               | ACL                | 0                  | 0                  | 0                  | 0                  | SS          | 0           | 0           | 0           | 0           | 0      | 0      | 0      | 0      | —          | in corso    |
| Totale Al-Hilal | Totale Al-Hilal | Totale Al-Hilal | 0          | 0          | 0          | 0          |                 | 0               | 0               | 0               | 0               |                    | 0                  | 0                  | 0                  | 0                  |             | 5           | 2           | 2           | 1           | 5      | 2      | 2      | 1      | 40,00      |             |
| Totale carriera | Totale carriera | Totale carriera | 349        | 209        | 63         | 77         |                 | 33              | 20              | 7               | 6               |                    | 78                 | 39                 | 16                 | 23                 |             | 13          | 9           | 2           | 2           | 473    | 277    | 88     | 108    | 58,56      |             |

### Record
- Unico calciatore italiano capace di realizzare una quaterna in UEFA Champions League, in Lazio-Marsiglia (5-1) del 14 marzo 2000.[125]
- Allenatore con più presenze nella storia della Lazio.[126]
- Allenatore ad aver vinto più volte la Supercoppa italiana (5).
- Allenatore con più vittorie nella storia dell'Inter in UEFA Champions League e nelle competizioni UEFA (25).

## Palmarès

### Giocatore

#### Club

##### Competizioni nazionali
- Campionato italiano Serie C2: 2

Novara: 1995-1996 (Girone A)
Lumezzane: 1996-1997 (Girone A)
- Campionato italiano: 1

Lazio: 1999-2000
- Coppa Italia: 3

Lazio: 1999-2000, 2003-2004, 2008-2009
- Supercoppa italiana: 2

Lazio: 2000, 2009

##### Competizioni internazionali
- Supercoppa UEFA: 1

Lazio: 1999

### Allenatore

#### Club

##### Competizioni giovanili
- Coppa Italia Primavera: 2

Lazio: 2013-2014, 2014-2015
- Supercoppa Primavera: 1

Lazio: 2014

##### Competizioni nazionali
- Supercoppa italiana: 5  (record)

Lazio: 2017, 2019
Inter: 2021, 2022, 2023
- Coppa Italia: 3

Lazio: 2018-2019
Inter: 2021-2022, 2022-2023
- Campionato italiano: 1

Inter: 2023-2024

#### Individuale
- Trofeo Maestrelli: 2

Miglior allenatore del settore giovanile: 2015
Miglior allenatore: 2020
- Premio Nazionale Andrea Fortunato: 1

Miglior allenatore: 2017
- Premio Nazionale Enzo Bearzot: 1

2024
- Premio Bulgarelli Number 8: 1

Miglior allenatore: 2023-2024
- Premi Lega Serie A: 1

Miglior allenatore: 2023-2024
- Gran Galà del calcio AIC: 1

Miglior allenatore: 2024
- Panchina d'oro: 1

2023-2024